# Mundo Deportivo
Mundo Deportivo (llamado El Mundo Deportivo hasta julio de 1999) es un diario deportivo español editado en Barcelona por el Grupo Godó (grupo al que también pertenece el periódico La Vanguardia). Su CEO y director es el periodista Santi Nolla. Se centra principalmente en informar acerca de la actualidad futbolística, en especial la del Fútbol Club Barcelona, y polideportiva.
Tiene más de 366.000 lectores exclusivos en España, de los cuales más de 220.000 en Cataluña. Ofrece, además de la información polideportiva, un especial seguimiento al Fútbol Club Barcelona. 
Anualmente el Periódico Mundo Deportivo y el Grupo Godó premia a los más destacados deportistas españoles y extranjeros que juegan en las ligas españolas de los diferentes deportes y del mundo de la prensa relacionada con el deporte en una gala que se celebra en Barcelona. Premios Mundo Deportivo, Gala Mundo Deportivo, Gran Gala Mundo Deportivo.

## Historia
Nació el 1 de febrero de 1906, primero como semanario y desde 1929 como diario. Es la publicación deportiva más antigua que todavía se edita en España y la segunda más antigua de Europa, tras la italiana La Gazzetta dello Sport fundada en 1896.
Mundo Deportivo colabora desde el año 1926 en la organización de la carrera pedestre más antigua de España, la Jean Bouin de Barcelona, cuya primera edición tuvo lugar en 1920.
A principios de julio de 1999 presentó un nuevo diseño en su formato: con una edición más colorida, más páginas, mejores fotos, una nueva cabecera y cambio de nombre, pasando a omitir el artículo El en su denominación. El 15 de marzo de 2002 sufrió el veto del Real Madrid a un periodista del diario por su línea editorial. En el año 2006 celebró su centenario, organizando varios actos en los que participaron grandes deportistas (como Ronaldinho y Pelé) y grandes autoridades de España como los Príncipes de Asturias, Felipe de Borbón y Letizia Ortiz. 
El 1 de febrero de 2009, el sitio web de Mundo Deportivo abrió su hemeroteca en línea, donde cualquier persona puede consultar lo sucedido en el deporte desde 1906. El 25 de marzo de 2011 el mismo sitio web fue renovado completamente y cambió de dominio, pasando de ser un .es a un .com, un dominio más global.

### Ediciones
- Hasta hace poco en las siguientes provincias tenía la siguiente denominación:
  - Madrid: Mundo Atlético (fútbol: Atlético de Madrid, baloncesto: Club Baloncesto Estudiantes. Principalmente)
  - Vizcaya: Mundo Deportivo Bizkaia (fútbol: Athletic Club, baloncesto: Club Basket Bilbao Berri. Principalmente)
  - Guipúzcoa: Mundo Deportivo Gipuzkoa (fútbol: Real Sociedad, baloncesto: San Sebastián Gipuzkoa Basket Club. Principalmente)
    - En la actualidad el periódico en toda España se llama Mundo Deportivo y varias provincias hay unas hojas centrales a modo de cuadernillo con el nombre del club a que hacen referencia con información de actualidad más relevante sobre los club de la provincia a que hacen referencia de periodicidad diaria. Los suplementos en su correspondiente provincia son:
      - Sevilla: Mundo Deportivo Betis (en fútbol: Real Betis Balompié, en baloncesto: Club Baloncesto Sevilla - Cajasol)
      - Barcelona: Mundo Deportivo Espanyol (en fútbol: Real Club Deportivo Español, en baloncesto: Club Joventut de Badalona)
      - Valencia: Mundo Deportivo Valencia (en fútbol: Valencia Club de Fútbol, en baloncesto: Valencia Basket)
      - Madrid: Mundo Deportivo Atlético (fútbol: Atlético de Madrid, baloncesto: Club Baloncesto Estudiantes)
      - Vizcaya: Mundo Deportivo Bizkaia (fútbol: Athletic Club, baloncesto: Club Basket Bilbao Berri)
      - Guipúzcoa: Mundo Deportivo Gipuzkoa (fútbol: Real Sociedad, baloncesto: San Sebastián Gipuzkoa Basket Club)